# Monostori Miklós
Monostori Miklós (Budapest, 1941. február 4. –) magyar geológus, őslénykutató, tanszékvezető egyetemi tanár, professzor emeritus. A földtudományok kandidátusa (1980), a Magyar Tudományos Akadémia doktora (1997).

## Életpályája
1959–1964 között az Eötvös Loránd Tudományegyetem Természettudományi Kar geológus szakán tanult. 1964-től az Eötvös Loránd Tudományegyetem őslénytani tanszékének munkatársa. 1965–1972 között az Eötvös Loránd Tudományegyetem asszisztense volt. 1967-ben doktorált az Eötvös Loránd Tudományegyetemen. 1982–1997 között egyetemi docensből egyetemi tanár lett. 1985–1990 között a paleobotanikai albizottság titkára volt. 1996–1999 között a Magyar Tudományos Akadémia Paleontológiai Tudományos Bizottság titkára volt. 1997-ben a Magyar Tudományos Akadémia doktora lett. 1997–2005 között tanszékvezető egyetemi tanár volt. 1998–2004 között tanszékcsoport-vezető volt.
Kutatási területe a karbon Foraminifera, triász, jura, kréta és harmadidőszaki Ostracoda vizsgálatok, paleoökológia és az evolúció.

## Családja
Szülei: Monostori János és Wagner Hilda voltak. 1973-ban házasságot kötött Pavlik Évával. Három gyermekük született: Katalin (1977–), Júlia (1981–) és Mihály (1984–).

## Művei
- Őslénytani gyakorlatok (1977-1978)
- Mikropaleontológiai gyakorlatok (1979)
- Eocene Ostracods from the Dorog Basin (1985)
- Ősállattani praktikum (Galácz Andrással, 1992)
- Lower Oligocene Ostracods in Hungary (2004)
- Magyarország ősmaradványai: Kainozós ősállatok (egyetemi tankönyv, 2006)
- Paleoökológia (2011)

## Díjai
- Széchenyi professzor ösztöndíj (1999-2002)
- Pro Universitate Emlékérem arany fokozata (ELTE, 2006)[3]